# Leptolepides
Leptolepides es un género extinto de un pequeño pez óseo perteneciente al extinto orden de los Leptolepiformes, que vivió durante el Titoniense temprano (Jurásico), en Alemania, siendo descubiertos sus fósiles en la Caliza de Solnhofen. Se caracterizaba por tener un esqueleto axial fuerte y osificado, con escamas delgadas y el alargamiento de la estructura conocida como preopérculo (un hueso en que se sujeta la membrana opercular, cubriendo las agallas). El género abarca dos especies reconocidas, L. sprattifomis y L. haertesi.